# Carl-Hunnius-Internat
Das Carl-Hunnius-Internat in Wyk auf Föhr war ein privates, christliches Internat, das von 1946 bis 1972 bestand und in dieser Zeit etwa 1540 Zöglinge betreute, 1130 Jungen und 410 Mädchen. Es wurde am 15. Mai 1946 zunächst als Internatsoberschule gegründet. Im Jahr 1949 trennten sich Internat und Schule – letztere wurde verstaatlicht (heute: Eilun Feer Skuul), weil das Internat in den ersten Jahren seines Bestehens überwiegend Vertriebenen- und Flüchtlingskinder aus dem deutschen Osten (darunter viele Deutschbalten) aufnahm und – vollends nach der Währungsreform – nicht dazu in der Lage war, einen zeitgemäßen Schulbetrieb aufrechtzuerhalten. Das Carl-Hunnius-Internat verstand sich als Nachfolgeinstitution der Baltenschule Misdroy und nannte sich nach deren Gründer und langjährigem Direktor Carl Hunnius (1873–1964). Träger des Internats war bis 1959 der deutschbaltische Jurist Walter von Roth (1889–1969). 

## Das Jungeninternat
Das Jungeninternat befand sich auf einem Gelände am Südstrand der Insel. Das „Haus Nordmark“ war das Haupthaus des Internats, daneben befanden sich zwei Barackenbauten; ein weiterer Barackenbau, das sogenannte „Vorwerk“, für die jüngsten Internatler lag direkt hinter dem Promenadenweg am Wyker Südstrand. Das Internat wurde vom Herbst 1946 bis zum Sommer 1959 von Pastor Hans Lohmann (1909–1999) geleitet, der schon von 1934 bis 1939 Leiter des Ostseeinternats Dünenschloss der Baltenschule Misdroy gewesen war. Er prägte das Jungeninternat entscheidend, auch über seinen Weggang hinaus. 
Unter den Jungen gab es die Ränge: Neuling, Novize, Scholar und Mitglied des Kapitels. Diese Bezeichnungen erinnerten bewusst an die Gliederung von Ordensgemeinschaften. Dem Leitungsgremium Kapitel gehörten, neben dem Internatsleiter und den Erziehern, ausgewählte Jungen der oberen Klassen an, unter ihnen auch der mit besonderen Aufgaben betraute Primus. Sie übernahmen Mitverantwortung. Der Tageslauf war streng geregelt, z. B. durch militärisch straffe Appelle vor den Mahlzeiten. Entsprechend streng wurde auf Disziplin geachtet und auf gute Manieren Wert gelegt. Kameradschaft galt als wichtig.
Besonders prägend war das Internat durch sein vielfältiges kulturelles Angebot (u. a. Chor, Konzerte, Theater, Film, gemeinsames Singen) und durch seine evangelisch-christliche Ausrichtung (u. a. Andachten, Tischgebete, Gottesdienstbesuche, Konfirmandenunterricht durch den Internatsleiter; katholischen Internatlern wurde die Teilnahme an Andachten und am Religionsunterricht außerhalb des Internats nahegelegt). 
Als Hans Lohmann 1959 das Jungeninternat verließ, wurde, nach einer Übergangszeit, Pastor Wolfgang Renter sein Nachfolger, von 1962 bis 1968 Pastor Friedrich-Karl Kurowski und von 1968 bis 1972 Pastor Hans-Joachim Reinhardt. Das Internat geriet schließlich in erhebliche finanzielle Schwierigkeiten, sodass der seit 1959 überwiegend aus ehemaligen Zöglingen bestehende Trägerverein die wirtschaftliche Basis nicht mehr gewährleisten konnte und es am 31. Juli 1972 schließen musste.

## Das Mädcheninternat
Das Mädcheninternat mit jeweils rund 40 Schülerinnen wurde von der aus Köln stammenden, katholischen Lehrerin Annemarie Heyden (1894–1997) geleitet. Ihr gehörte auch das etwa 300 Meter vom Jungeninternat entfernte Gebäude für die Mädchen. Unter den Mädchen gab es den Ehrenrang „Heimtochter“ und die Prima. An sämtlichen kulturellen Veranstaltungen im Jungeninternat nahmen auch die Mädchen teil. Für katholische Mädchen und Jungen organisierte Frau Heyden regelmäßig Nachmittage zum gemeinsamen Teetrinken. Aus wirtschaftlichen Erwägungen wurde die Mädchenabteilung des Carl-Hunnius-Internats schon 1971 geschlossen.

## Ehemaligenorganisation
Im Jahr 1949 wurde eine als „Verbindung der Wappentragenden“ bezeichnete und später als Verein organisierte Ehemaligenorganisation des Carl-Hunnius-Internats gegründet, die jährliche Wiedersehenstreffen veranstaltete. Diese Verbindung unterstützte finanziell bedürftige ehemalige Internatler und bemühte sich ab 1959 um die Erhaltung des Internats. Ihr Vereinscharakter wurde im Jahr 2012 aufgegeben. Die Verbindung brachte 1996 an der Gmelin-Straße, wo früher „Haus Nordmark“ stand, eine Gedenktafel für das Internat an. Zum 55. Jahrestag des Internats erschienen zwei sehr unterschiedliche Bücher mit Erinnerungen an die Internatszeit und deren Würdigung sowie Namensverzeichnissen aller Schüler und Schülerinnen.

## Bekannte Schüler
Gerhard Brugmann, Erika Drees, Sven Findeisen, Niklas Frank, Wolfgang von der Groeben, Gunnar Hasselblatt, René Kollo, Hans-Jürgen von Maydell, Gerhard von Mickwitz, Andreas von Mirbach, Bengt von zur Mühlen, Gert von Pistohlkors, Hans-Alard von Rohr, Hans Christoph von Rohr, Michael von Rospatt, Alfred Schönfeldt, Henning von Storch, Tilman Zülch